# Maravillas Abadía
Maravillas Abadía Jover (ur. 8 grudnia 1981 w Murcji) – hiszpańska prawniczka i urzędniczka, posłanka do Parlamentu Europejskiego X kadencji.

## Życiorys
Ukończyła studia prawnicze na Universidad de Murcia, doktoryzowała się z nauk społecznych na Universidad Católica San Antonio de Murcia. Zawodowo związana z administracją publiczną, pracowała jako audytor w gminie Dolores, później objęła stanowisko sekretarza generalnego gminy Alcantarilla. W 2018 została przewodniczącą kolegium sekretarzy, audytorów i skarbników w administracji lokalnej dla wspólnoty autonomicznej Murcji.
W wyborach w 2024 z ramienia Partii Ludowej uzyskała mandat posłanki do Parlamentu Europejskiego X kadencji.